# JSP modell 1 architektúra
A Java webalkalmazások tervezésében két széles körben használt tervezési modell a modell 1 és a modell 2.

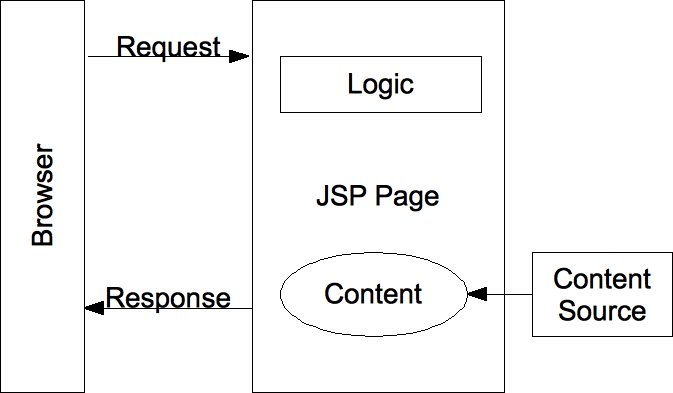
A modell 1 egyszerűsített diagramja

A modell 1-ben a kérés egy JSP-hez vagy a szerverhez érkezik, ami kezeli a kérést, és választ is küld. Ide tartozik a kérés feldolgozása,  az adatok érvényességének vizsgálata, az üzleti logika kezelése, és válasz küldése. Kisebb, egyszerűbb feladatok megoldására használják, mivel így egyszerűbb elkészíteni.
Habár fogalmilag egyszerű, nagyobb alkalmazások fejlesztésére nem javasolt, mivel a funkcionalitás nagy részét megduplázza. Továbbá a modell szükségtelenül kapcsolja össze az üzleti logikát és a megjelenítést, ezért nehéz bevezetni egy újabb nézetet vagy hozzáférési pontot. Például a HTML interfész mellé a vezeték nélküli megjelenítéshez bevezetné a  Wireless Markup Language (WML) interfészt is, de ehhez szükségtelenül meg kell duplázni az üzleti logikát is. 

## Fordítás
Ez a szócikk részben vagy egészben  a   JSP model 1 architecture című angol Wikipédia-szócikk fordításán alapul.  Az eredeti cikk szerkesztőit annak laptörténete sorolja fel. Ez a jelzés csupán a megfogalmazás eredetét és a szerzői jogokat jelzi, nem szolgál a cikkben szereplő információk forrásmegjelöléseként.